# Nutaarmiut
Nutaarmiut (o Nutârmiut) è un piccolo villaggio della Groenlandia di 46 abitanti. Si trova sulla Baia di Baffin, 91 km a nord di Upernavik, a 73°31'N 56°27'O; appartiene al comune di Avannaata.